# Expo 67 mission impossible
Pour plus de détails, voir Fiche technique et Distribution.
Expo 67 mission impossible est un documentaire réalisé par Guylaine Maroist, Michel Barbeau et Éric Ruel qui traite des évènements qui ont mené à la réalisation de l’Expo 67. Ce documentaire présente l’histoire de la création de l’Expo 67 à travers 80 000 documents d’archives rendus disponibles par Bibliothèques et Archives Canada. Ce matériel d’archives est complémenté par des entrevues avec les hommes et les femmes qui ont organisé et mis sur pied l’exposition universelle de 1967.

## Synopsis
Bien que l’exposition universelle de Montréal de 1967 ait été un des évènements les plus marquants de l’histoire de cette ville au XXe siècle, sa réalisation fut un défi de taille pour l’équipe qui l’organisa. L’exposition universelle de 1967 devait initialement avoir lieu à Moscou, mais après le désistement de l’Union Soviétique en 1962, Montréal devient l’hôte de l’événement. Les organisateurs n’ont alors que près de quatre ans pour faire de l’Expo 67 une réalité. La réalisation de l’expo devient une course contre la montre. Le documentaire présente le processus complet de la création de l’Expo : la planification, la construction des îles sur lesquelles l’exposition aurait lieu et des installations, le recrutement de pays qui viendraient présenter à Montréal en 1967, l’ouverture de l’exposition, son succès et sa conclusion. De plus, le film présente la coopération qui a rendu cet événement possible, que ce soit entre des organisateurs de plusieurs générations ou des membres d’équipe québécois ou canadiens anglais.
Ce documentaire inclus des entrevues exclusives avec les personnes impliquées dans la création de l’Expo 67 comme Philippe de Gaspé Beaubien II, Yves Jasmin, Nan-B de Gaspé Beaubien et Diana Nicholson.

## Fiche technique

### Équipe de production[3]
- Réalisation : Guylaine Maroist, Eric Ruel et Michel Barbeau
- Scénario : Guylaine Maroist, Eric Ruel et Michel Barbeau
- Production : Productions de la ruelle
- Producteurs : Guylaine Maroist, Eric Ruel
- Montage : Martin Gagnon et Éric Ruel
- Recherche : Michel Barbeau, Julie Barlow, Pierre-Alexis Jasmin, Guylaine Maroist, Jean-Benoît Nadeau
- Consultants : Sylvain Cormier, Daniel Dupré, Pierre Huet
- Mixage : François Lacasse
- Narration : Guylaine Maroist

## Diffusion
La première du film a eu lieu le 25 avril 2017, au théâtre Maisonneuve de la Place des Arts, à Montréal. Cette première faisait partie des festivités du 375ème anniversaire de la fondation de la ville de Montréal. Par la suite, Expo 67 Mission Impossible a été diffusé à la télévision, sur Canal D. Au courant de l’année 2017, il a également été présenté dans plusieurs salles à travers le Québec et le Canada. 

## Réception
La réception du film a été généralement positive. Normand Provencher du journal Le Soleil lui a accordé une note de quatre étoiles sur cinq. Il a écrit que « N'empêche, le film démontre avec éloquence que la foi pouvait à l'époque déplacer des montagnes et que le Québec était capable de grandes choses ».
Josée Legault du Journal de Montréal écrit que « ce documentaire devrait être obligatoire dans toutes les écoles et pour tous les élus ».
Adam Sidsworth du Toronto Film Scene conseille le visionnement de ce documentaire pour toute personne voulant en savoir plus sur l’histoire d’un grand évènement de l’histoire du Canada. Il écrit également que l’utilisation de matériel d’archives dans ce film est exceptionnelle. 
Jean-Marc Limoges du site Panorama Cinéma a présenté une critique moins positive, déplorant le manque d’inclusion des travailleurs qui ont monté le chantier d’Expo 67. 
Andrew Parker du site The Gate lui donne une note de 2.7/5. Parker admet que le thème est intéressant et que le défi relevé par les personnages présentés était de taille. Il critique cependant la courte durée du film et la place qu’il juge trop grande accordée aux faits historiques plutôt qu’aux émotions.